# José de Palafox
José Rebolledo de Palafox y Melzi (Zaragoza, 28 de octubre de 1775-Madrid, 15 de febrero de 1847) fue un militar español de tendencia política liberal. Por su destacada participación como capitán general durante el sitio de Zaragoza en la guerra de la Independencia recibió el título nobiliario de duque de Zaragoza.

## Biografía
Fue el tercer hijo de los marqueses de Lazán y Cañizar (su hermano mayor Luis Rebolledo de Palafox y Melci, que heredó el título, fue de tendencia política opuesta). Estudió con los escolapios de Zaragoza y tuvo como profesor y preceptor al padre Basilio Boggiero Spotorno. A los dieciséis años inició la carrera militar en la compañía flamenca de las Reales Guardias de Corps. Al estallar la Guerra de la Independencia en 1808, Palafox ya era brigadier y acompañó a Fernando VII a Bayona.
Después de intentar infructuosamente, junto con otros, preparar la huida de Fernando VII, se escapó a España y tras un corto periodo de retiro, se situó a la cabeza de la resistencia aragonesa. El 25 de mayo de 1808 fue proclamado por el pueblo como gobernador de Zaragoza y capitán general de Aragón, tras asaltar los ciudadanos el palacio de Capitanía General y apresar al antiguo capitán general Jorge Juan Guillelmi.
En su honor se constituyó en 1937 el Batallón José Palafox de las Brigadas Internacionales, compuesto por voluntarios procedentes de Polonia, Francia o Bélgica y otros de origen judío.

### El sitio de Zaragoza
Una vez nombrado capitán general de Aragón (1808), y a pesar de la falta de dinero y de tropas regulares, no perdió tiempo y declaró la guerra a Francia, cuyas tropas ya habían invadido los territorios vecinos de Cataluña y Navarra. El ataque de las tropas francesas no se hizo esperar y así comenzaron los sitios de Zaragoza.
Zaragoza, ciudad casi abierta, tenía defensas anticuadas y escasas y había poca munición y vituallas, aunque abundantes fusiles. Las defensas resistieron, pero poco tiempo. Sin embargo, fue a partir de ese momento cuando comenzó la resistencia. Tras un mes de sitio y varios asaltos fracasados, los franceses lanzaron un gran asalto general al amanecer del 4 de agosto. Tras superar las defensas exteriores, los franceses entraron en la ciudad, luchándose cuerpo a cuerpo en las calles. Tras varias horas las tropas asaltantes eran señoras de media ciudad, pero el hermano de Palafox (Luis Rebolledo de Palafox y Melci) consiguió forzar su entrada en la ciudad con 3000 hombres. Estimulados por las llamadas de Palafox y los implacables y resueltos patriotas que lideraban al pueblo, los habitantes decidieron resistir metro a metro la toma de los barrios que quedaban en su poder. La idea era retirarse al barrio del Arrabal, al otro lado del Ebro, si fuera necesario destruyendo el puente en caso extremo. La lucha, que se extendió nueve días más, resultó en la retirada de las tropas francesas el 14 de agosto, tras un asedio que había durado 61 días en total.
Palafox intentó aprovechar la situación y realizó una corta campaña a campo abierto. Pero cuando el ejército del propio Napoleón entró en España y derrotó a un ejército tras otro, Palafox se vio obligado a retirarse a Zaragoza. Zaragoza sufrió un segundo asedio todavía más memorable que el primero. En él, Agustina de Aragón defendió la puerta llamada del Portillo tras quedar desprotegida a causa de una granada enemiga que causó la muerte de los soldados que defendían dicha puerta, Palafox le concedió el cargo de artillero raso y, posteriormente los de sargento y subteniente. En una lucha encarnecida y sin cuartel, es célebre la defensa ejercida por José de L´Hotellerie de Fallois que encontró la muerte en el puente de piedra. El asedio terminó tras dos meses con la caída de Zaragoza en manos francesas. La ciudad había caído por cese de resistencia, ya que se encontraba en ruinas y la lucha y las enfermedades, sobre todo el tifus, habían reducido a menos de la mitad a la población.
El 20 de febrero de 1809, la Junta ante la que Palafox había declinado el mando capituló. El general fue hecho prisionero y enviado a Vincennes por haber jurado fidelidad a José Bonaparte y haberlo traicionado. Allí permaneció hasta el 13 de diciembre de 1813 en que se firmó el Tratado de Valençay. El número de víctimas españolas fue asombroso, cifrándose en unas 54.000 personas (militares y civiles), cuando el censo de 1805 daba un total de 48.000 habitantes para Zaragoza. Sus tropas fueron derrotadas por el general Hugo en la batalla librada en el paraje de Peña el Águila, Anguita (Guadalajara).

### Tras el asedio de Zaragoza
Tras el asedio de Zaragoza sufrió prisión en Francia, en el castillo de Vincennes, y no pudo regresar a España hasta diciembre de 1813 con la firma del tratado de Valençay. Fue justo en 1809 encontrándose prisionero por los franceses, que fue publicado en Londres un retrato del busto de José Palafox por José de Rojas y Pérez de Sarrió, III conde de Casa Rojas, que se encuentra a día de hoy en el Museo del Romanticismo.
De septiembre de 1814 a octubre de 1815 estuvo encargado de la Capitanía General de Aragón. Cesado en el cargo (le sustituye su propio hermano Luis), se le encomienda el mando del ejército del centro y al disolverse este pasa a Madrid apartado de la vida oficial.

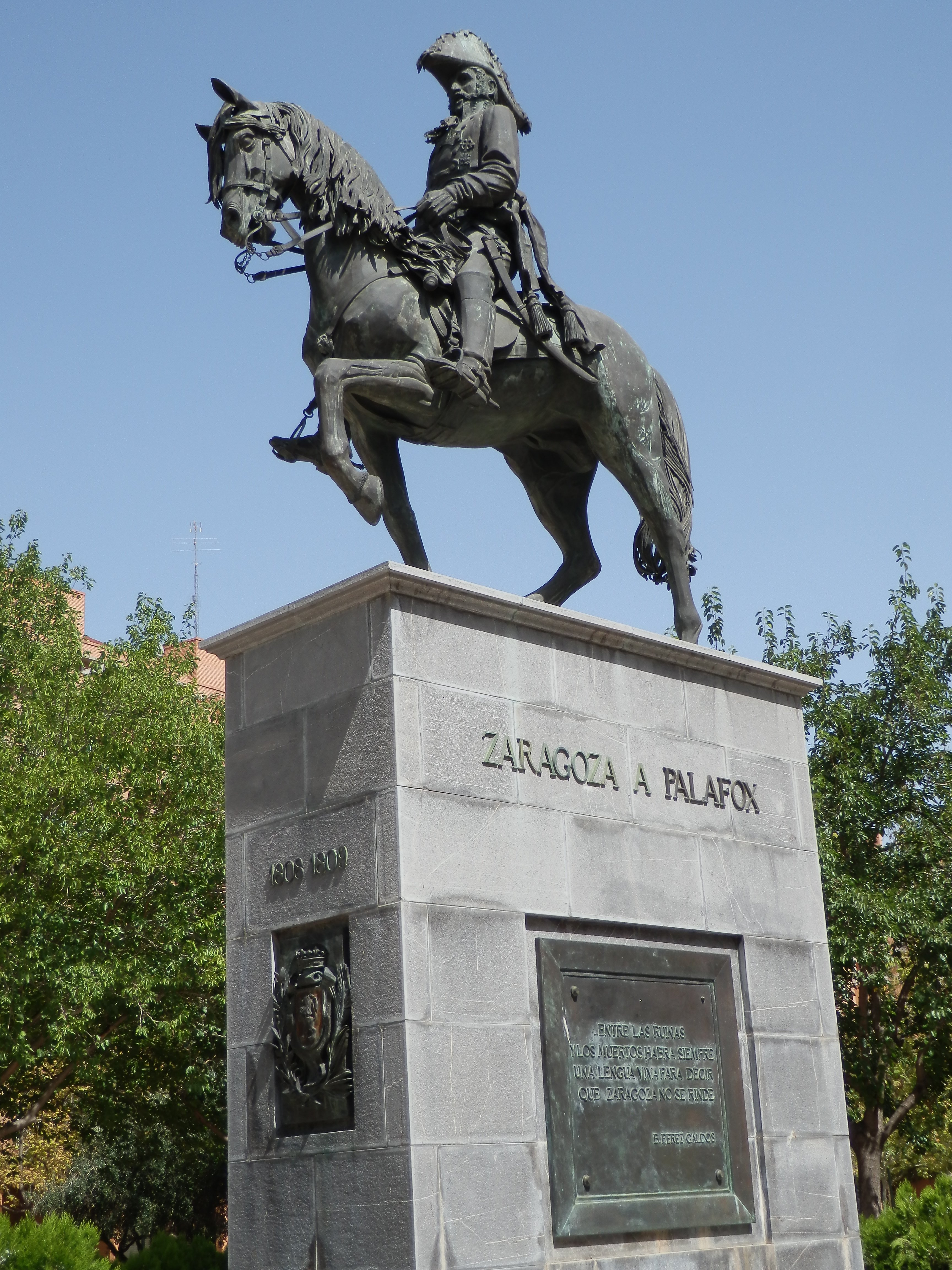
Estatua ecuestre de José Palafox inaugurada en el año 2000, obra de Ignacio Rodríguez "Iñaki", plaza José María Forqué de Zaragoza.

Tras los sucesos del 7 de julio de 1822, el rey Fernando VII nombró a Palafox capitán de alabarderos y, más tarde, jefe militar de palacio. De 1823 a 1834 volvió a la vida privada. La reina María Cristina de Borbón lo nombró prócer del reino y el 17 de julio de 1834 le concedió el título de duque de Zaragoza. Seis días después fue detenido y encarcelado, acusado de conspiración por su participación en La Isabelina, en un momento en que se acababa de producir la matanza de frailes en Madrid de 1834. Fue absuelto de estos cargos en junio de 1835.
En septiembre de 1835 Mendizábal llegó al poder y Palafox fue nombrado, de nuevo, capitán general de Aragón. Sustituyó este cargo por la Dirección General de Inválidos y la Inspección General de las Milicias Provinciales, a la vez que mantiene la jefatura de la Guardia Real.
En noviembre de 1838 dimite de estos cargos, excepto de la jefatura de la Guardia Real, que mantendrá hasta 1841, para encargarse del Asilo de Inválidos.

### Sepultura
Durante la conmemoración del 150 aniversario de los Sitios de Zaragoza, el 7 de junio de 1958, sus restos fueron trasladados desde el Panteón de Hombres Ilustres de Madrid y enterrados dos días después en la cripta de la basílica del Pilar de Zaragoza.

## Galería
| |
| Estatua de José de Palafox, obra de Dionisio Lasuén (año 1891), Antigua Capitanía General, Zaragoza. |

| |
| Estatua de José de Palafox, obra de Dionisio Lasuén (año 1891), Antigua Capitanía General, Zaragoza. |

| |
| Estatua de José de Palafox, obra de Dionisio Lasuén (año 1891), Antigua Capitanía General, Zaragoza. |

|                                                                        |
| Retrato anónimo de José de Palafox, Diputación Provincial de Zaragoza. |

|                                                                                      |
| Estatua ecuestre de José de Palafox, obra de Ignacio Rodríguez (año 2000), Zaragoza. |

|                                                                                      |
| Estatua ecuestre de José de Palafox, obra de Ignacio Rodríguez (año 2000), Zaragoza. |

|                                                              |
| Grabado de José de Palafox, obra de Fernando Brambila. 1808. |

|                                                                                                  |
| Retrato de José de Palafox, obra de Francisco de Goya, Espacio Cultural Ignacio Zuloaga, Zumaya. |